# Episodi di Smallville (seconda stagione)
La seconda stagione della serie televisiva Smallville è andata in onda sul canale statunitense The WB dal 24 settembre 2002 al 20 maggio 2003.
In Italia è stata trasmessa in prima TV da Italia 1 dal 28 settembre al 30 dicembre 2003.
In questa stagione John Glover viene promosso al cast principale.
| nº | Titolo originale | Titolo italiano            | Prima TV USA      | Prima TV Italia   |
| -- | ---------------- | -------------------------- | ----------------- | ----------------- |
| 1  | Vortex           | Il vortice                 | 24 settembre 2002 | 28 settembre 2003 |
| 2  | Heat             | Desiderio mortale          | 1º ottobre 2002   | 7 ottobre 2003    |
| 3  | Duplicity        | L'amico fidato             | 8 ottobre 2002    | 7 ottobre 2003    |
| 4  | Red              | Rosso rubino               | 15 ottobre 2002   | 8 ottobre 2003    |
| 5  | Nocturne         | Il poeta notturno          | 22 ottobre 2002   | 8 ottobre 2003    |
| 6  | Redux            | La settimana dell'allegria | 29 ottobre 2002   | 15 ottobre 2003   |
| 7  | Lineage          | Coincidenze                | 5 novembre 2002   | 15 ottobre 2003   |
| 8  | Ryan             | Poteri extrasensoriali     | 12 novembre 2002  | 29 ottobre 2003   |
| 9  | Dichotic         | Il segreto di Ian          | 19 novembre 2002  | 29 ottobre 2003   |
| 10 | Skinwalker       | La donna del destino       | 26 novembre 2002  | 12 novembre 2003  |
| 11 | Visage           | La maschera                | 14 gennaio 2003   | 12 novembre 2003  |
| 12 | Insurgence       | Ostaggi                    | 21 gennaio 2003   | 18 novembre 2003  |
| 13 | Suspect          | Insospettabile colpevole   | 28 gennaio 2003   | 18 novembre 2003  |
| 14 | Rush             | Eccitazione                | 4 febbraio 2003   | 3 dicembre 2003   |
| 15 | Prodigal         | Il gioco di Caino e Abele  | 11 febbraio 2003  | 3 dicembre 2003   |
| 16 | Fever            | Spore assassine            | 18 febbraio 2003  | 9 dicembre 2003   |
| 17 | Rosetta          | La stele di Rosetta        | 25 febbraio 2003  | 9 dicembre 2003   |
| 18 | Visitor          | La torre dei desideri      | 15 aprile 2003    | 16 dicembre 2003  |
| 19 | Precipice        | Precipizio                 | 22 aprile 2003    | 16 dicembre 2003  |
| 20 | Witness          | Il testimone               | 29 aprile 2003    | 23 dicembre 2003  |
| 21 | Accelerate       | Clonata per amore          | 6 maggio 2003     | 23 dicembre 2003  |
| 22 | Calling          | Profezia                   | 13 maggio 2003    | 30 dicembre 2003  |
| 23 | Exodus           | Esodo                      | 20 maggio 2003    | 30 dicembre 2003  |

## Il vortice
- Titolo originale: Vortex
- Diretto da: Greg Beeman
- Scritto da: Alfred Gough e Miles Millar (soggetto); Philip Levens (sceneggiatura)

### Trama
La navicella si dirige da Clark, ma la furia del tornado spazza via la chiave e l'aliante precipita. Lex, dopo qualche esitazione, salva Lionel dall'incidente occorsogli in casa sua. Clark riesce a salvare Lana, mentre Jonathan e Nixon rimangono intrappolati sotto una casa portata lì dal tornado. Clark torna al rifugio e Martha gli rivela cosa è successo; Lex va da lui e lo aiuta a cercare Jonathan, ma lo sente contattare Nixon. Chloe propone a Clark di rimanere solo amici; questi accetta, ma lei scoppia in lacrime. Clark riesce a trovare Jonathan e il reporter ma questi, sfruttando i meteoriti franati sotto la casa, porta via il ragazzo; un attimo prima di uccidere Kent, Lex lo fredda. Chloe cancella le foto del ballo, Clark dice a Jonathan di aver volato nel tornado e Lionel, divenuto cieco, rimprovera Lex; infine Lana chiede spiegazioni al ragazzo sul suo salvataggio.
- Altri interpreti: Tom O'Brien (Roger Nixon), Rekha Sharma (Dr. Harden), Mitchell Kosterman (Sceriffo Ethan).
- Musiche: In My Place (Coldplay); Time And Time Again (Stretch Princess).
- Nota. Lana fa un commento sul fienile della fattoria di Clark definendolo come la sua "fortezza della solitudine", nome del famoso nascondiglio di Superman che si trova al Polo Nord; nella serie la struttura apparirà per la prima volta nella quinta stagione.

## Desiderio mortale
- Titolo originale: Heat
- Diretto da: James Marshall
- Scritto da: Mark Verheiden

### Trama
Una forte ondata di caldo sta colpendo Smallville che si ripercuote sulla popolazione. A scuola, Clark, vedendo una goccia di sudore che scende sul petto della nuova professoressa Desiree Atkins, prova una forte eccitazione sessuale che gli provoca un nuovo potere, la vista calorifica, generando accidentalmente un incendio. Lex, durante l'evacuazione, lo invita al suo matrimonio proprio con Desiree, colei che ha acceso il suo nuovo potere. Desiree in realtà sfrutta dei feromoni potenziati dai meteoriti per controllare gli uomini. Clark nel frattempo scatena un altro incendio al Talon a causa del desiderio provato verso Lana, e così Jonathan lo aiuta a controllare questo nuovo potere prima che rechi altri danni. Desiree tenta successivamente di sedurre Clark, e così questo, insospettito, scopre con Chloe il passato oscuro della donna. Clark va così da Lex con le scoperte per informare l'amico, ma Desiree lo convince a non credergli grazie al suo potere. Lex caccia anche Lana dal Talon: Clark capisce che Desiree intende prendersi tutti i soldi di Luthor e tenta così di fermarla, ma quest'ultima allora lo fa arrestare con l'accusa di aver dato fuoco alla sua auto. Jonathan va da Desiree per parlarle, ma usa il suo potere anche sull'uomo per fargli uccidere Lex e intascare così i suoi beni. Clark interviene evadendo dalla prigione e la situazione ritorna alla normalità. Infine Lana decide di lasciare Whitney, poiché non si sente pronta a vivere un rapporto a distanza.
- Altri interpreti: Krista Allen (Desiree Atkins-Luthor/Alison Sanders), Mitchell Kosterman (Sceriffo Ethan).
- Musiche: Tomorrow (Avril Lavigne); A Little Less Conversation (JXL vs Elvis); Truth Or Dare (N.E.R.D.); Hot In Herre (Nelly); My Friends Over You (New Found Glory).

## L'amico fidato
- Titolo originale: Duplicity
- Diretto da: Steve Miner
- Scritto da: Todd Slavkin e Darren Swimmer

### Trama
Lex decide di tagliare i fondi a Hamilton; l'uomo causa un incidente stradale e Pete, accorso sul luogo, trova la navicella di Clark in un campo. Lionel decide di trascorrere la sua convalescenza a Smallville. Hamilton si reca in ospedale dall'uomo dell'incidente e dopo aver scoperto il coinvolgimento di Pete uccide l'uomo. Clark, nonostante il parere contrario dei suoi genitori, svela il suo segreto a Pete, ma questi reagisce molto male. Hamilton ruba la navicella e si rivolge a Lionel per continuare le sue ricerche; successivamente rapisce Pete per avere anche la chiave ottagonale. Clark lo salva, Hamilton muore e Pete si riappacifica con l'amico dopo averlo aiutato nel recupero della navicella.
- Altri interpreti: Joe Morton (Dott. Steven Hamilton), Sarah-Jane Redmond (Zia Nell), Cam Cronin (Dott. Glenn), Andrew Jackson (Ray Wallace), Michael Kopsa (Dean).
- Musiche: Leading With My Heart (Alice Peacock); Ordinary (Greg Jones); Goodbye (Stephanie Simon); Southbound Train (Travis Tritt).

## Rosso rubino
- Titolo originale: Red
- Diretto da: Jeff Woolnough
- Scritto da: Jeph Loeb

### Trama
La scuola realizza per gli studenti degli anelli con una pietra rossa e Clark, dopo averne messo uno, perde ogni freno inibitore; conosce così la nuova studentessa Jessie Brooks, ricercata assieme al padre. Successivamente si confessa a Lana e la bacia, mentre Chloe e Pete scoprono che le pietre degli anelli sono di kryptonite rossa. Anche i Kent lo scoprono, ma Clark decide di andarsene di casa insieme a Jessie, rifugiandosi prima di partire da Lex. L'uomo alle costole di Jessie e del padre rintraccia Clark: questi si fa raccontare la verità e così si reca dalla ragazza e dal padre per costringerli a dargli le informazioni per cui erano ricercati. Pete e Jonathan, tuttavia, riescono a fermarlo in tempo e a distruggere l'anello.
- Altri interpreti: Sara Downing (Jessie Brooks), Michael Tomlinson (Sceriffo).
- Musiche: It's Time To Party (Andrew W.K.); Breakable (Fisher); Breathe In (Frou Frou); Tattoos (Jackpot); Stop Crying Your Heart Out (Oasis); Unexpected (Sprung Monkey); American Made (Sprung Monkey).
- Nota. La kriptonite rossa compare anche nelle storie a fumetto di Superman, anche se non ha l'effetto di modificare la sua personalità. La trama dell'episodio ricorda quella del film Superman III, in cui l'uomo d'acciaio cambia personalità quando viene esposto alla kriptonite sintetica creata dall'antagonista del film.

## Il poeta notturno
- Titolo originale: Nocturne
- Diretto da: Rick Wallace
- Scritto da: Brian Peterson e Kelly Souders

### Trama
Un ragazzo, Byron, che il padre tiene recluso in casa, lascia delle poesie d'amore per Lana sulla tomba dei genitori della ragazza. Lana e Clark riescono a parlargli, ma successivamente viene recluso di nuovo. Lionel offre un lavoro a Martha, e lei accetta. Clark e Pete liberano Byron, ma questo, non appena esce alla luce, si trasforma in un mostro e fugge. La madre di Byron racconta a Jonathan e Clark che questo è stato vittima di un esperimento della Luthor Corp. Successivamente Byron attacca Lionel e Martha, ma Clark interviene, e questa lo convince a cercare una cura per lui.
- Altri interpreti: Sean Faris (Byron Moore), Richard Moll (Mr. Moore), Gwynyth Walsh (Mrs. Moore), Jonathan Sutton (Tad), Mitchell Kosterman (Sceriffo Ethan).
- Musiche: Crazy Richie (Cactus Groove); Underneath It All (No Doubt); Don't Ask Me (OK Go); Love Song (Sheila Nicholls).

## La settimana dell'allegria
- Titolo originale: Redux
- Diretto da: Chris Long
- Scritto da: Garrett Lerner e Russel Friend

### Trama
I Kent sono di nuovo in difficoltà economiche, ma Jonathan si rifiuta di chiedere aiuto al suocero. Lana ritrova alcune foto nelle quali la madre compare con un uomo diverso dal marito. Il padre di Martha arriva alla fattoria, all'insaputa di Jonathan, e Clark lo conosce; quando Jonathan lo scopre, spiega al ragazzo il motivo delle loro divergenze. Chrissy, una ragazza della scuola, riesce a rubare la giovinezza agli altri baciandoli. Clark organizza un incontro tra Jonathan e il nonno, ma l'esito non è positivo. Chloe scopre il passato di Chrissy e Clark riesce a fermarla. Lana, infine, scopre che l'uomo nella foto potrebbe essere suo padre.
- Altri interpreti: Maggie Lawson (Chrissy Parker), George Coe (William Clark), Jesse Hutch (Troy Turner), Fulvio Cecere (allenatore di nuoto), Neil Grayston (Russell), Sarah-Jane Redmond (Zia Nell).
- Musiche: Mickey (B*Witched); Can I See You (Buva); All My Life (Foo Fighters); Ivanka (Imperial Teen); Somewhere Out There (Our Lady Peace); I Feel Fine (Riddlin' Kids); U Girl (Sophie Agapois); Be Aggressive (The Jockjam Cheerleaders); You Ugly (The Jockjam Cheerleaders); Boom Boom Boom (The Outhere Bros); Crazy Richie (Cactus Groove); Underneath It All (No Doubt); Don't Ask Me (OK Go); Love Song (Sheila Nicholls).

## Coincidenze
- Titolo originale: Lineage
- Diretto da: Greg Beeman
- Scritto da: Alfred Gough e Miles Millar (soggetto); Kenneth Biller (sceneggiatura)

### Trama
Una donna, Rachel Dunlevy, afferma che Clark è suo figlio e che suo padre è Lionel. Clark scopre il coinvolgimento di Lionel nella sua adozione e chiede spiegazioni a Jonathan, che gli rivela di aver salvato Lex il giorno della pioggia dei meteoriti. Lana trova l'uomo della foto con la madre, Henry Small, ma questi le chiede di non cercarlo più. Rachel si rivolge a Lionel, ma quando l'uomo la allontana lei rapisce Lex per far dichiarare al magnate che Clark è figlio loro. Lionel rifiuta di sottostare alle minacce di Rachel, e Clark salva Lex appena in tempo. Henry si reca al Talon e propone a Lana il test del DNA. Infine Jonathan rivela che Lionel lo costrinse a convincere i Ross a vendergli la loro proprietà, mentre questo confessa a Lex che il figlio suo e di Rachel, Lucas, è morto da tempo.
- Altri interpreti: Blair Brown (Rachel Dunlevy), Patrick Cassidy (Henry Small), Mitchell Kosterman (Sceriffo Ethan).
- Musiche: Yesterday (Hef); Otherwise (Morcheeba); Put It Off (Pulse Ultra); Un bel dì vedremo (Madame Butterfly) (Renata Tebaldi); 17 Years Down (Wonderful Johnson).

## Poteri extrasensoriali
- Titolo originale: Ryan
- Diretto da: Terrence O'Hara
- Scritto da: Philip Levens

### Trama
Ryan è finito nelle mani di un medico, il dottor Garner, che lo sottopone a numerosi test sul suo potere, ma durante una fuga riesce a telefonare a Clark. Nell annuncia a Lana il loro imminente trasferimento a Metropolis. Clark riesce a salvare Ryan e a portarlo da Lex; Garner tuttavia li ritrova e intima al ragazzo di riportagli il ragazzino o lo accuserà di rapimento, ma Lex riesce ad evitare che ritorni a fare la cavia. Ryan comunica a Clark che il motivo dei suoi continui mal di testa è un tumore che lo sta uccidendo, ma quest'ultimo riesce a fare in modo che il luminare trovato da Lex aiuti l'amico. Lana riesce a farsi ospitare da Chloe fino alla fine del liceo. Dopo aver passato gli ultimi momenti con Clark, Ryan purtroppo muore.
- Altri interpreti: Ryan Kelley (Ryan James), William B. Davis (Sindaco Tate), Sarah-Jane Redmond (Zia Nell), Martin Cummins (Dott. Garner).
- Musiche: Angels And Devils (Dishwalla); Inside Out (VonRay).

## Il segreto di Ian
- Titolo originale: Dichotic
- Diretto da: Craig Zisk
- Scritto da: Mark Verheiden

### Trama
Ian, un ragazzo della classe di Clark, uccide un professore dopo che questi gli dà un voto che abbassa la sua media: questi, infatti, vuole ottenere il massimo in tutte le materie in modo da ottenere la borsa di studio della fondazione Luthor. Jonathan, tentando di aggiustare il trattore, si rompe una gamba. Ian comincia ad uscire con Chloe e Lana, in quanto capace di moltiplicarsi. Lex, dopo aver reagito in malo modo ad una multa, comincia a seguire dei corsi per controllare la rabbia assieme al medico che ha curato Jonathan, Helen Bryce. Clark, sospettoso di Ian, trova il cadavere del professore e successivamente scopre i suoi poteri, attraverso un inganno dove Pete vede Ian che cerca Lana e invece Clark vede Ian che cerca Chloe. Gli Ian intanto vanno al Torch dove incontrano e rapiscono Lana e Chloe per buttarli giù da una diga, Clark corre al Torch per trovare un biglietto che dice che vogliono uccidersi. Clark riesce a  salvare le ragazze.
- Altri interpreti: Jonathan Taylor Thomas (Ian Randall), Robert Wisden (Gabe Sullivan), Emmanuelle Vaugier (Dott.ssa Helen Bryce).
- Musiche: I Wish I Cared (A-Ha); Uneven Odds (Premonition); I Want This Perfect (Son of Adam); In A Young Man's Mind (The Mooney Suzuki).

## La donna del destino
- Titolo originale: Skinwalker
- Diretto da: Marita Grabiak
- Scritto da: Brian Peterson e Kelly Souders (sceneggiatura); Mark Warshaw (soggetto)

### Trama
Clark, durante una corsa in moto con Pete, finisce in una grotta dove trova Kyla, una ragazza nativa americana che sta cercando di salvare il luogo da un progetto della LuthorCorp. Kyla gli racconta la storia di Naman, il protagonista di una leggenda del suo popolo, e questo si convince che quella creatura potrebbe essere lui. Henry comunica a Lana che hanno lo stesso DNA e l'uomo si offre di farle da padre, oltre ad aiutare Kyla e suo nonno. Clark scopre che il lupo che ha attaccato il capomastro del cantiere, Martha e Lionel è Kyla, ma questa rimane ferita e muore. Le grotte vengono riconosciute come bene culturale e Lex, dopo aver trovato su una parete una rientranza simile alla chiave della navicella, se ne interessa. Lana infine comunica a Clark che Whitney è stato dichiarato disperso.
- Altri interpreti: Patrick Cassidy (Henry Small), Tamara Feldman (Kyla Willowbrook), Gordon Tootoosis (Joseph Willowbrook).
- Musiche: Psycho Ballerina (Jackpot); Don't Know Why (Norah Jones); The Game Of Love (Santana feat. Michelle Branch); Outtathaway (The Vines).

## La maschera
- Titolo originale: Visage
- Diretto da: Bill Gereghty
- Scritto da: Todd Slavkin e Darren Swimmer

### Trama
Il plotone di Whitney subisce un attacco in Indonesia, ma successivamente questi si ripresenta a Smallville. Lex scopre che Helen è una spia di Lionel e la allontana. Un tenente dei marines si presenta a casa di Whitney, ma questi lo uccide e successivamente chiede a Lana di andare a vivere insieme. Clark, dopo un diverbio con Whitney, tenta una riconciliazione, ma scopre che in realtà il marine è Tina Greer, la ragazza capace di trasformarsi. Tina, grazie al ciondolo di Lana, riesce a rinchiudere Clark nel deposito, ma la navicella si attiva e rende innocua la pietra. Clark si dirige al Talon, e Tina nello scontro rimane uccisa. La morte di Whitney in Indonesia diventa ufficiale e Lana esterna i suoi sentimenti a Clark, mentre Lex, dopo aver scoperto la verità, si riavvicina ad Helen.
- Altri interpreti: Eric Johnson (Whitney Fordman), Lizzy Caplan (Tina Greer), Emmanuelle Vaugier (Dott.ssa Helen Bryce).
- Musiche: Days Go By (acoustic) (Dirty Vegas); The Anthem (Good Charlotte); Mad World (Michael Andrews feat. Gary Jules); Love (Rosey).

## Ostaggi
- Titolo originale: Insurgence
- Diretto da: James Marshall
- Scritto da: Jeph Loeb e Kenneth Biller

### Trama
Lex scopre che Lionel ha messo sotto controllo il suo ufficio, e per vendicarsi fa piazzare delle cimici nella sede della LuthorCorp. Martha e Jonathan discutono di nuovo del lavoro della donna e, durante una riunione con Lionel, gli uomini mandati da Lex rapiscono entrambi. Lana conosce la moglie di Henry, e la donna la mette in guardia dal carattere volubile del marito. I rapitori aprono la cassaforte di Lionel, ma anziché denaro trovano dei lingotti di meteorite, la chiave della navicella e dei fascicoli, tra cui uno su Clark. Questi riesce a intervenire e a salvare Martha e Lionel; prima di uscire, lei riprende la chiave e dice al figlio di bruciare i fascicoli. Infine, su consiglio di Jonathan, la donna decide di rimanere a lavorare per Luthor in modo da controllarlo meglio.
- Altri interpreti: Colin Cunningham (Nicky), Patrick Cassidy (Henry Small), Kevin Gage (Pine), Byron Mann (Kern).
- Musiche: Bittersweetheart (Ed Harcourt); Tomorrow (SR-71); Invisible Man (Theory Of A Deadman).

## Insospettabile colpevole
- Titolo originale: Suspect
- Diretto da: Kenneth Biller
- Scritto da: Mark Verheiden e Philip Levens

### Trama
Lionel viene colpito da due spari e Jonathan viene fermato con l'arma ancora in mano. Dopo che Lana afferma di aver visto i due litigare, Dominic, un sottoposto del magnate, afferma che è stato Lex a sparare al padre. Lex afferma invece che anche Dominic aveva un motivo per sparare a Lionel. Lana scopre perché Henry inizialmente si rifiuta di difendere Jonathan, e successivamente l'avvocato cambia idea. Infine Clark riesce a scoprire che è stato lo sceriffo Ethan ad architettare il tutto, grazie alla complicità di un barista, in modo da vendicarsi di Lionel, che si era approfittato delle difficoltà economiche dello sceriffo per ottenere la società di Lex.
- Altri interpreti: Mitchell Kosterman (Sceriffo Ethan), Jason Connery (Dominic Sanatori), Patrick Cassidy (Henry Small).

## Eccitazione
- Titolo originale: Rush
- Diretto da: Rick Rosenthal
- Scritto da: Todd Slavkin e Darren Swimmer

### Trama
Durante una festa nelle grotte un parassita entra nel corpo di Pete, facendogli perdere ogni controllo. Clark chiede un appuntamento a Lana, che accetta. Lex riesce ad assicurarsi la collaborazione del professor Walden in modo da studiare le pitture rupestri. Chloe, durante una visita con Clark alle grotte, viene punta e questo, preoccupato per gli amici, annulla l'appuntamento con Lana. In seguito Pete infila un frammento di kryptonite rossa nel taschino di Clark, e questo rivela il suo segreto a Chloe. I due si baciano e Lana li vede; successivamente Clark riesce a riprendersi e salva i due amici. Chloe, che non si ricorda più di niente, si scusa con Lana e Pete coi Kent. I sospetti di Lex su Clark si fanno sempre più pesanti quando lo trova nuovamente sulle grotte, infine Lana non perdona Clark.
- Altri interpreti: Rob La Belle (dottor Fredrick Walden).
- Musiche: I Just Wanna Be Loved (AM Radio); Never Gonna Come Back Down (BT); Bread And Water (Sheila Nicholls); Don't Dream It's Over (Sixpence None The Richer).

## Il gioco di Caino e Abele
- Titolo originale: Prodigal
- Diretto da: Greg Beeman
- Scritto da: Brian Peterson e Kelly Souders

### Trama
Lex ritrova Lucas e lo porta a Smallville sperando di allearsi con lui contro Lionel, mentre Clark si propone come cameriere al Talon in modo da riallacciare i rapporti con Lana. Lucas, inaspettatamente, si schiera con Lionel e questi sbatte fuori di casa Lex, che chiede ospitalità ai Kent; successivamente scopre che suo padre ha riacquistato la vista e lo ricatta. Clark ottiene il lavoro al Talon, ma Lucas lo fa licenziare e, non appena usciti dal locale, questo viene attaccato da un suo creditore ma viene salvato. Lucas, successivamente, rapisce Lex, ma in realtà si tratta di una messinscena organizzata dai due fratelli per smascherare Lionel.
- Altri interpreti: Paul Wesley (Lucas Luthor).
- Musiche: Burn Baby Burn (Ash); Home Sweet Alabama (Lizzie); Like A Dream (Morphic Field); China (Mystica); Gentle Healing (Sounds From the Ground); Don't Tempt Me (The Contes); Fight Test (The Flaming Lips).

## Spore assassine
- Titolo originale: Fever
- Diretto da: Bill Gereghty
- Scritto da: Matthew Okumura

### Trama
Martha, nascondendo la chiave della navicella nel rifugio, viene infettata da alcune spore ed Helen, che si occupa di lei, comunica a Jonathan che questa è incinta. Clark si precipita a spostare l'astronave, vista l'imminente ispezione del centro controllo malattie, ma anche lui viene infettato. Martha rivela a Jonathan che fu l'astronave, il giorno del tornado, a renderla di nuovo fertile. Clark accusa gli stessi sintomi di Martha e Jonathan chiede ad Helen di non rivelare quanto scoprirà dal sangue del figlio. Chloe fa visita a Clark, ancora incosciente, e gli rivela i suoi sentimenti tramite una lettera; lui, tuttavia, nomina Lana nel sonno e lei se ne va in lacrime. Jonathan, date le condizioni sempre più critiche di Martha, decide di recuperare la chiave e attivare la navicella; grazie all'aiuto di Clark e di Pete ci riesce, e Martha e questo guariscono completamente. Lana, infine, scopre la lettera di Chloe.
- Altri interpreti: Emmanuelle Vaugier (dottoressa Helen Bryce), Michael David Simms (dottor Neil Moore).
- Musiche: Not That Simple (Jamestowne); Wave Goodbye (Steadman).

## La stele di Rosetta
- Titolo originale: Rosetta
- Diretto da: James Marshall
- Scritto da: Alfred Gough e Miles Millar

### Trama
Clark sogna di volare su Smallville, entrare nella grotta e inserire la chiave della navicella in un'incisione. Dopo un mal di testa causato dalla chiave stessa, Clark la inserisce all'interno del dipinto, cosa che gli permette di imparare a leggere i simboli rupestri. Lana, prendendo in prestito il computer di Chloe, scopre le foto del ballo e le due litigano. Clark, a causa di un'altra emicrania, incide con lo sguardo un simbolo, che interpreta come "speranza", sulla parete del granaio. Clark viene contattato da un certo Swann, che sembra conoscere la lingua dei simboli. Walden inserisce la chiave nell'incisione, ma viene respinto. Clark, grazie a Chloe, scopre la storia di Swann; successivamente Lana e questa si riappacificano. Swann dice a Clark di aver captato, il giorno della pioggia dei meteoriti, un messaggio alieno: il suo contenuto lo identifica in Kal-El, un bimbo originario del pianeta Krypton, oggi scomparso. Dopo aver inserito l'ultimo frammento nella navicella, Clark scopre un messaggio del padre biologico, che gli dice di governare con la forza la Terra.
- Altri interpreti: Christopher Reeve (Dott. Virgil Swann), Rob La Belle (Dott. Fredrick Walden).
- Musiche: The Scientist (Coldplay); Satellite (Kid Lightening); Leaving Town Alive (Pancho's Lament); Nuclear (Ryan Adams).
- Nota: in questo episodio fa la sua apparizione Christopher Reeve, interprete dell'uomo d'acciaio nel film Superman e nei tre seguiti, nella parte del dottor Virgil Swann, uno scienziato che aiuta Clark a conoscere le sue origini. Tornerà nella terza stagione, nell'episodio L'eredità. Per le riprese il set si è spostato in via del tutto eccezionale da Vancouver a New York. Il titolo dell'episodio si riferisce alla stele di Rosetta, una lastra che riporta un'iscrizione con tre differenti grafie: geroglifico, demotico e greco.

## La torre dei desideri
- Titolo originale: Visitor
- Diretto da: Rick Rosenthal
- Scritto da: Philip Levens

### Trama
Cyrus, uno studente della classe di Clark, manifesta degli strani poteri. Helen si trasferisce da Lex e trova una stanza inaccessibile. Clark fa visita a Cyrus, che afferma di essere un alieno. Martha, nonostante Jonathan non sia d'accordo, si rivolge a Helen per dei consigli sulla gravidanza. Le convinzioni di Clark su Cyrus si rafforzano quando quest'ultimo guarisce il cavallo di Lana, tanto che ipotizza che provenga da Krypton; in un secondo incontro, Cyrus confessa di avere solo il potere di guarire gli altri e scopre il suo segreto. Chloe scopre che Cyrus è stato esposto alla pioggia di meteoriti e questo, dopo aver salvato un bullo, ha un crollo psicologico che lo porterà in un coma probabilmente irreversibile. Clark, infine, ipotizza che Cyrus, rimasto orfano durante la pioggia di meteoriti, abbia visto la sua nave atterrare e che col tempo abbia proiettato se stesso in quel ricordo, convincendosi di essere un alieno. Lex infine mostra la stanza segreta ad Helen: è quasi del tutto incentrata sui Kent.
- Altri interpreti: Emmanuelle Vaugier (Dott.ssa Helen Bryce), Jeremy Lelliot (Cyrus Krupp).
- Musiche: The Other Side (David Gray); Kiss The Moon (Hathaway); Phantasmagoria In Two (Neil Halstead); Wartime (Stephanie Simon); Diamonds and Guns (Transplants).

## Precipizio
- Titolo originale: Precipice
- Diretto da: Thomas J. Wright
- Scritto da: Clint Carpenter

### Trama
Lana viene molestata da tre ragazzi e Clark sbatte uno di questi, Andy Connors, sulla macchina del nuovo sceriffo Nancy Adams. Una vecchia fiamma di Helen, Paul Hayden, torna in città deciso a riconquistarla. Lana ringrazia Clark per l'aiuto, ma allo stesso tempo gli dice che vorrebbe riuscire a cavarsela da sola. Andy cita in giudizio i Kent per i danni fisici subiti. Paul, dopo essere stato allontanato da Lex, si ferisce seriamente facendo ricadere la colpa su di lui. Clark scopre che Andy non ha alcun problema fisico, mentre Lana prende lezioni di autodifesa da Lex. Paul, furioso, ferisce seriamente Helen; Lex e Clark lo rintracciano e riescono a consegnarlo alla polizia. Lana malmena Andy, dopo che questi tenta di nuovo di approfittarsi di lei, e questo, ormai scoperto, ritira le accuse contro i Kent. Lex chiede ad Helen di sposarlo, e lei accetta.
- Altri interpreti: Michael Adamthwaite (Andrew Connors), Emmanuelle Vaugier (Dott.ssa Helen Bryce), Camille Mitchell (Sceriffo Nancy Adams), Anson Mount (Paul Hayden).
- Musiche: Becoming (Adam Tenenbaum); Don't Fear The Reaper (Gus); Princess (Matt Nathanson); Don't Forget Me (Red Hot Chili Peppers); Let Me Be The One (Sammi Morelli); Shakedown! (TheSTART).

## Il testimone
- Titolo originale: Witness
- Diretto da: Rick Wallace
- Scritto da: Mark Verheiden

### Trama
Dopo l'ennesima discussione con Chloe, Clark lascia il Torch. La sera stessa Clark tenta di fermare una rapina ad un furgone, ma uno degli assalitori lo batte. Il giorno dopo scopre che questi è Eric Marsh, stella della squadra di baseball della scuola che deve le sue capacità ad un inalatore a base di kryptonite. Lex scopre che il furgone assaltato è collegato alla LuthorCorp. Clark e Chloe arrivano a decidere di non parlarsi più e successivamente lui scopre che Eric e gli altri hanno rubato il carico di kryptonite di Lionel, ma riesce a farlo arrestare. Lana scopre Jennifer Small con un altro uomo e lei le confessa che sta per divorziare dal marito a causa sua. Eric stringe un patto con Lex, e il Torch e la fattoria vengono messi sottosopra. Clark riesce infine a sconfiggere i tre e a nascondere assieme a Pete la kryptonite. Lana rivela a Henry le intenzioni della moglie e Chloe riceve una generosa offerta da Lionel.
- Altri interpreti: Camille Mitchell (Sceriffo Nancy Adams), Zachery Ty Bryan (Eric Marsh), Patrick Cassidy (Henry Small).
- Musiche: Room To Bleed (Ben Lee); Anybody Listening (Marty Irwin/Peter Northcote); The World Outside (Paloalto); Gone Away (Stretch Nickel); Swing, Swing (The All-American Rejects); Safe Enough To Wake Up (The Ben Taylor Band); No Blue Sky (The Thorns).

## Clonata per amore
- Titolo originale: Accelerate
- Diretto da: James Marshall
- Scritto da: Todd Slavkin e Darren Swimmer (soggetto); Clark Peterson e Kelly Souders (sceneggiatura)

### Trama
Lana viene perseguitata da Emily, la sua migliore amica da bambina morta annegata per salvarla, e insieme a Clark comincia ad indagare. Emily trafigge il padre, che le voleva negare di rivedere Lana, mentre Clark e Pete scoprono che il cadavere della bimba è ancora al cimitero; questo avvista allora lei, che si muove alla sua stessa velocità. Clark e Lana, ispezionando la casa di Emily, scoprono che il padre è riuscito a clonarla grazie alla kryptonite. Lana ed Emily si dirigono al fiume dove morì e, dopo che Lana le racconta come andò, la spinge nel fiume, ma Clark riesce a salvarla. Lex scopre che Lionel ha riaperto il Livello 3 e che è in relazione con Dinsmore; l'uomo, tuttavia, viene licenziato dal progetto di Lionel.
- Altri interpreti: Camille Mitchell (Sceriffo Nancy Adams), Neil Flynn (Pete Dinsmore), Jodelle Ferland (Emily Eve Dinsmore).
- Musiche: I'm with You (Avril Lavigne).

## Profezia
- Titolo originale: Calling
- Diretto da: Terrence O'Hara
- Scritto da: Kenneth Biller

### Trama
Walden si risveglia dal coma. Lana fa visita a Clark e i due si baciano. Lex invita i Kent al suo ricevimento e la famiglia accetta. Helen comunica a Jonathan che qualcuno ha rubato la fiala col sangue di Clark. Lana confessa a Clark che teme di perdere Chloe a causa della loro relazione, mentre lui sente una voce. Walden riesce a scappare dall'ospedale e si reca alle grotte, modificando i simboli della parete con l'incisione della chiave, che ora ribadiscono la missione di conquista di Clark; questo comunica poi ai Luthor il significato dei simboli e che Clark deve essere eliminato. Lionel commissiona a Chloe un'indagine sui Kent. La chiave richiama Clark: accorso alla fattoria, questo la trova in possesso di Walden, che lo attacca per poi finire carbonizzato. Helen, dopo aver scoperto il dossier su Martha in possesso di Lex, non è più sicura di volersi sposare, in quanto lui è il responsabile del furto nel suo studio. Infine Chloe vede Lana e Clark baciarsi, mentre lui sente di nuovo la voce che lo chiama Kal-El.
- Altri interpreti: Rob La Belle (Dott. Fredrick Walden), Emmanuelle Vaugier (Dott.ssa Helen Bryce), Terence Stamp (Voce originale di Jor-El).
- Musiche: Wastin' My Time (Boomkat); In This Life (Chantal Kreviazuk); Everything To Me (Elza); Telling You Now (Jessy Moss); Signs Of Love (Moby).

## Esodo
- Titolo originale: Exodus
- Diretto da: Greg Beeman
- Scritto da: Alfred Gough e Miles Millar

### Trama
La voce proveniente dalla navicella dice a Clark di essere la memoria di Jor-El, suo padre, e che è giunto il momento che lui abbandoni i suoi cari per adempiere al suo destino. Lex restituisce ad Helen la fiala col sangue di Clark, ma lei se ne va. Lionel prende possesso delle grotte e, incontrandovi Clark, gli mostra la replica in kryptonite della chiave. Jor-El richiama di nuovo Clark e incide sul suo petto il simbolo dei suoi antenati, dicendogli inoltre che se si rifiuterà di ascoltarlo le persone che ama soffriranno. Helen ritorna da Lex. Clark confessa tutto a Pete e decide di distruggere la navicella con la chiave di Lionel, che riesce a rubare grazie all'aiuto dell'amico. Chloe arriva alla fattoria ed esterna a Clark la sua delusione per il suo comportamento. Clark distrugge l'astronave ma l'esplosione causa un incidente ai Kent, che stavano tornando alla fattoria: questo confessa tutto a Jonathan, che si arrabbia per il fatto che lui ha taciuto su tutto, e Martha perde il bambino. Chloe accetta l'offerta di Lionel. Clark, sconvolto dal dolore, trova al Torch un anello di kryptonite rossa: prima di metterselo Lana gli confessa il suo amore, ma lui indossa l'anello e parte, dopo aver proposto alla ragazza di andare con lui. Dopo la cerimonia nuziale, Lex ed Helen salgono sull'aereo che li condurrà in viaggio di nozze; dopo essersi addormentato, quest'ultimo si risveglia sull'aereo deserto e in caduta libera.
- Altri interpreti: Emmanuelle Vaugier (dottoressa Helen Bryce), Terence Stamp (voce originale di Jor-El).
- Musiche: Strange & Beautiful (I'll Put a Spell on You) (Aqualung); High On Sunshine (Kelly Brock); Take Me Away (Lifehouse); Weapon (Matthew Good).